# William Hennessy
William Joseph Hennessy (Fitchburg, 25 settembre 1872 – 30 luglio 1938) è stato un lottatore statunitense.
Partecipò alle gare di lotta dei pesi leggeri, pesi welter e pesi massimi ai Giochi olimpici di Saint Louis 1904. In tutte e tre le categorie fu sconfitto in semifinale.